# Варенцовы
Варенцовы — дворянский род.
Восходит ко второй половине XVII века и записан в VI часть родословных книг Костромской и Ярославской губерний, но Герольдией не утверждён в древнем дворянстве, за недостаточностью доказательств.
- Алексей Николаевич Варенцов (1751—1806) — обер-провиантмейстер «премьер-майорского чина», журналист и переводчик начала XIX века. Издал «Журнал для пользы и удовольствия на 1805» (12 кн.). Печатал стихи в «Любителе словесности» (1806).
- Варенцов, Виктор Гаврилович (1825—1867) — педагог и собиратель произведений народного творчества.

## Описание герба
герб, представленный на Высочайшее утверждение
В щите голубого цвета изображены в нижней части крестообразно два золотых колоса и над ними вдоль шпага, что означает службу Обер-Провиантмейстера Варенцова в провиантовом магазине и возведения его в дворянское достоинство, по сторонам шпаги два серебряных орлиных крыла.
На щите дворянский коронованный шлем. Нашлемник: три страусовых пера. Намёт на щите голубой, подложенный серебром.